# 红嘴鹑雀
红嘴鹑雀（学名：Ortygospiza gabonensis），是梅花雀科鹑雀属的一种，分布于加蓬、安哥拉、赞比亚、赤道几内亚、坦桑尼亚、卢旺达、布隆迪、刚果民主共和国、乌干达和刚果。
红嘴鹑雀的栖息地包括亚热带或热带的（低地）干草原、亚热带或热带的（低地）季节性湿润草原和湿地。